# 素丹卡河
素丹卡河（俄语：Султанка река）或美津川（日语：／）是萨哈林州的河流，长12公里，流域面积25.2平方公里，在距河口92公里处注入奈巴河。

## 引用
1. ↑  М·Г·瓦西科夫斯基. . 列宁格勒: 气象出版社. 1973 （俄语）.
2. ↑  . 国家水登记处.   [2024-01-04]. （原始内容存档于2023-12-12） （俄语）.